# Prefettura di Alessio
La prefettura di Alessio (in albanese: Qarku i Lezhës) è una delle dodici prefetture dell'Albania. Si trova nel nord dell'Albania, ha una superficie di 1588 km² e 114 181 abitanti. Il capoluogo è la città di Alessio (Lezhë).

## Geografia fisica
La prefettura di Alessio è situata nella parte nordoccidentale del paese si affaccia a ovest sul mar Adriatico, a nord confina con la prefettura di Scutari, a nordest con quella di Kukës e a est e sudest con quella di Dibër e a sud con quella Durazzo.
Il territorio della prefettura è montuoso nella parte più orientale e diviene più pianeggiante verso la costa, nella zona della piana di Zadrima. Lo sviluppo costiero è pari a 38 km ed il punto più elevato della prefettura è il monte Kunore (2.121 m s.l.m.) nel distretto di Mirditë.

## Popolazione
L'Istituto dell'ufficio statistico ha dichiarato 158 800 abitanti per l'anno 2009 per la Prefettura di Alessio. Le autorità del Prefetto, però, nel gennaio 2007, è stato contato un numero significativamente più alto: 212 008 abitanti. Il censimento del 2011, invece, ha fatto solo 135 609 abitanti, il che rappresenta un calo di quasi il 15% nell'ultimo decennio. Nel 2001 erano ancora registrati 159 792 abitanti.

## Municipalità
In seguito alla riforma amministrativa del 2015 la prefettura risulta composta dalle seguenti municipalità:
| Municipalità | Ex-comuni (pre-2015)                                                                 | Distretto |
| ------------ | ------------------------------------------------------------------------------------ | --------- |
| Kurbin       | Fushë-Kuqe, Laç, Mamurras, Milot                                                     | Kurbin    |
| Alessio      | Balldren i Ri, Dajç, Kallmet, Kolsh, San Giovanni di Medua, Shënkoll, Ungrej, Zejmen | Alessio   |
| Mirdizia     | Fan, Kaçinar, Kthellë, Orosh, Rrëshen, Rubik, Selitë                                 | Mirdizia  |

Prima della riforma amministrativa la prefettura comprendeva i distretti di:
- Alessio
- Kurbin
- Mirdizia